# Zafra
Zafra es un municipio y ciudad española de la provincia de Badajoz, en la comunidad autónoma de Extremadura. La población del término municipal asciende a 16 711 habitantes (INE 2024). Situada al suroeste de la provincia, es sede administrativa del partido judicial de Zafra y cabeza industrial de la comarca de Zafra-Río Bodión. Cuenta con el título de ciudad y se encuentra en un nudo de comunicaciones que une varias capitales provinciales y regionales. En la localidad se celebra anualmente a finales de septiembre y principios de octubre la prestigiosa Feria Internacional Ganadera de Zafra, con decenas de miles de visitantes en cada edición.

## Símbolos
El escudo heráldico y la bandera municipal de la localidad fueron aprobados por la Orden del 19 de mayo de 1995, publicada en el Diario Oficial de Extremadura el 27 de mayo del mismo año.

## Geografía
Integrado en la comarca de Zafra-Río Bodión, de la que ejerce de capital, se sitúa a 75 km de Badajoz. El relieve del municipio tiene dos partes diferenciadas. La zona oriental es más llana y tiene continuidad por el norte con Los Santos de Maimona, de la que la separa una pequeña cadena montañosa que supera los 650 m; por el sur no hay alteraciones en el relieve en la continuidad con Puebla de Sancho Pérez. La zona occidental es más montañosa, definida por la sierra de los Barciales al norte (591 m), que hace de límite con La Lapa, y la sierra de Castellar al sur. La altitud oscila entre los 663 metros al oeste (pico Castellar) y los 380 m al norte, a orillas del río Guadajira, que hace de límite con Feria. La ciudad se alza a 507 m sobre el nivel del mar.
| Noroeste: La Lapa y Feria | Norte: Fuente del Maestre | Noreste: Los Santos de Maimona  |
| Oeste: Alconera           |                           | Este: Puebla de Sancho Pérez    |
| Suroeste: Alconera        | Sur: Medina de las Torres | Sureste: Puebla de Sancho Pérez |

## Historia

### Antigüedad y Edad Media
En los alrededores hay restos de villas romanas que rememoran la legendaria Segeda, a la que se atribuyó el origen de la ciudad. El territorio que actualmente pertenece a Zafra estuvo encuadrado durante el periodo romano en la Baetica, así como buena parte del sur de la actual provincia de Badajoz y la mayor parte de Andalucía.
En la época medieval Zafra se sitúa en la línea fronteriza que dividía los reinos taifas de Sevilla y Badajoz, por lo que en 1030 se construye con fines defensivos un castillo en la sierra del Castellar y que el geógrafo hispano-musulmán Al-Bakrí reconocía en 1094 con el nombre de Sajra Abi Hassán. Los árabes nombraron a la ciudad Safra, Çafra, de la cual deriva la actual Zafra.
Durante la reconquista fue conquistada dos veces, una primera en 1229 por el rey leonés Alfonso IX, pero no sería hasta 1241 cuando definitivamente la conquistaría el rey Fernando III el Santo en una campaña de conquistas por la actual Extremadura, descritas en la Crónica General de España de Alfonso X el Sabio. 
Pero el momento decisivo en la historia de Zafra llega en 1394 cuando Enrique III concede la jurisdicción de la ciudad a Gomes I Suárez de Figueroa, quien hasta entonces había sido camarero de la Reina e hijo del Gran Maestre de la Orden de Santiago.

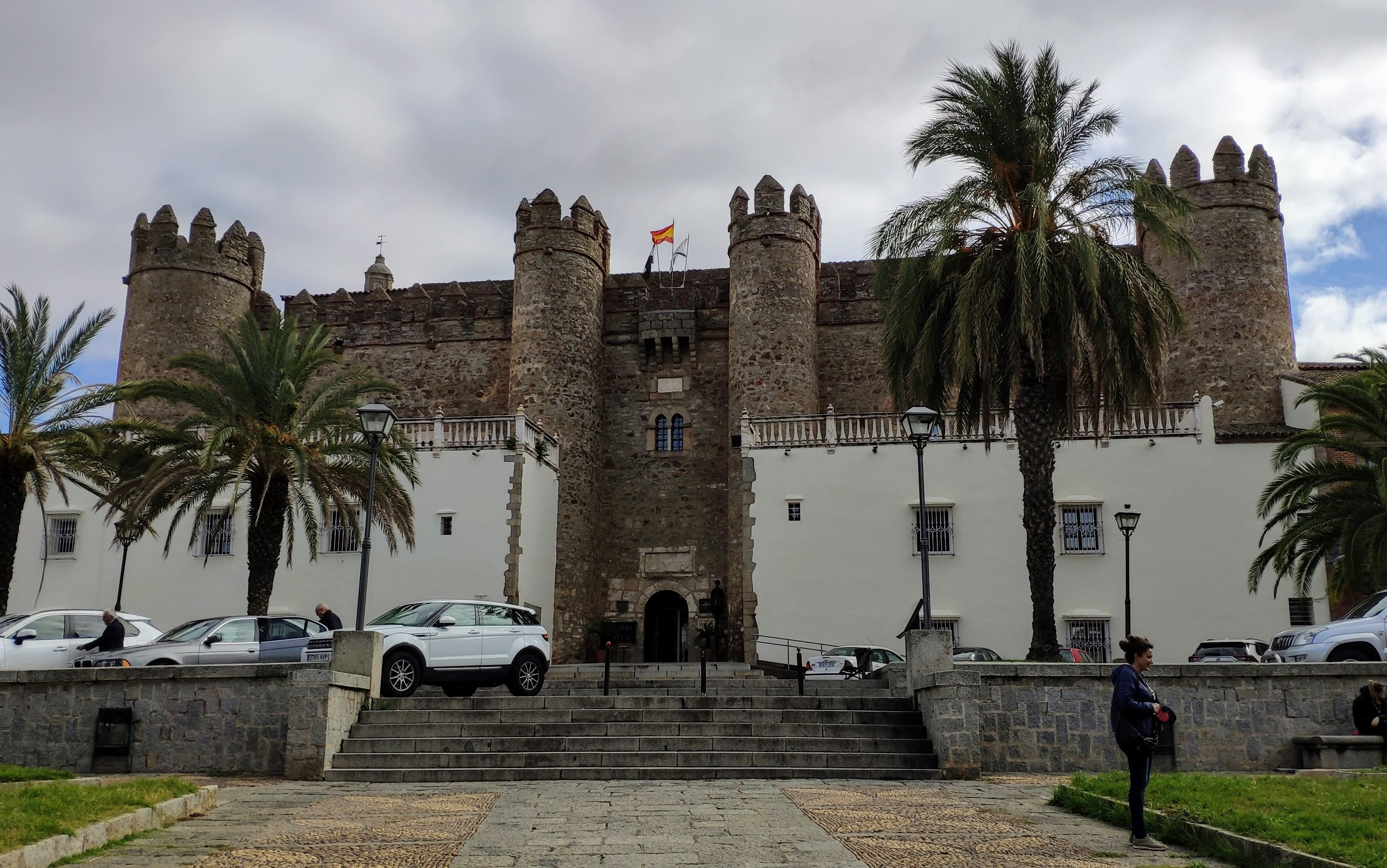
Palacio de los Duques de Feria.

El segundo titular del señorío, Lorenzo II Suárez de Figueroa, empieza poco a poco a hacer de Zafra el centro del Señorío de Feria. Continuó la construcción de la muralla, empezada a construir por su padre, la cual tenía como función tanto la defensa como la fiscalización de los vecinos, comerciantes y viajeros; la construcción duró desde 1426 hasta 1449. También en 1437 mandó construir uno de los edificios más emblemáticos de la ciudad, el Alcázar, el cual sería su residencia. Además fundó el hospital de Santiago (en esa época llamado de la Salutación) y acabó el Monasterio de Clarisas de Santa María del Valle, que se convertiría en el panteón del linaje. En 1460, Enrique IV otorgó al señorío categoría de condado, sumando Lorenzo II Suárez de Figueroa a sus posesiones las villas de Alconera y La Morera.

### Zafra y la conquista de América
La contribución de Zafra a la conquista americana fue extraordinaria ya que 221 de sus habitantes pasaron a la conquista del Nuevo Mundo e intervinieron en todo el continente americano desde Carolina del Sur, en los actuales Estados Unidos (con la expedición de Hernando de Soto) hasta los confines del territorio chileno.
Entre los naturales de Zafra que más se distinguieron en la conquista de América en el siglo XVI, ha de citarse a Pedro Arias de Almesto, o Pedrarias de Almesto, quien participó en la jornada doradista del río Amazonas como secretario de Lope de Aguirre, y después que vencieron al tirano en Barquisimeto, Pedrarias regresó a España y escribió una interesante y detallada crónica de aquella aciaga empresa. En La aventura del Amazonas, Pedrarias de Almesto relata sorprendentemente el triste final de Pedro de Ursúa y de los demás personajes que fueron sucumbiendo bajo la locura del tirano Aguirre. Otro de los personajes destacados que nacieron en Zafra es Hernando de Santana, soldado que interviene en la conquista de Yucatán con Francisco de Montejo y después pasaba al norte del territorio colombiano donde fundaba la ciudad de Valledupar. Por otro lado está Juan Jaramillo de Andrade, que llegó a Colombia a finales del siglo XVI, y a quien se puede considerar como a uno de los genuinos representantes de esa sociedad colonial que se creó a finales del mencionado siglo. El conquistador Sancho de Barahona, que formaba parte de las expediciones de Pánfilo Narváez, Hernán Cortés y Pedro de Alvarado, era natural de Zafra.

### Edad Moderna y Contemporánea

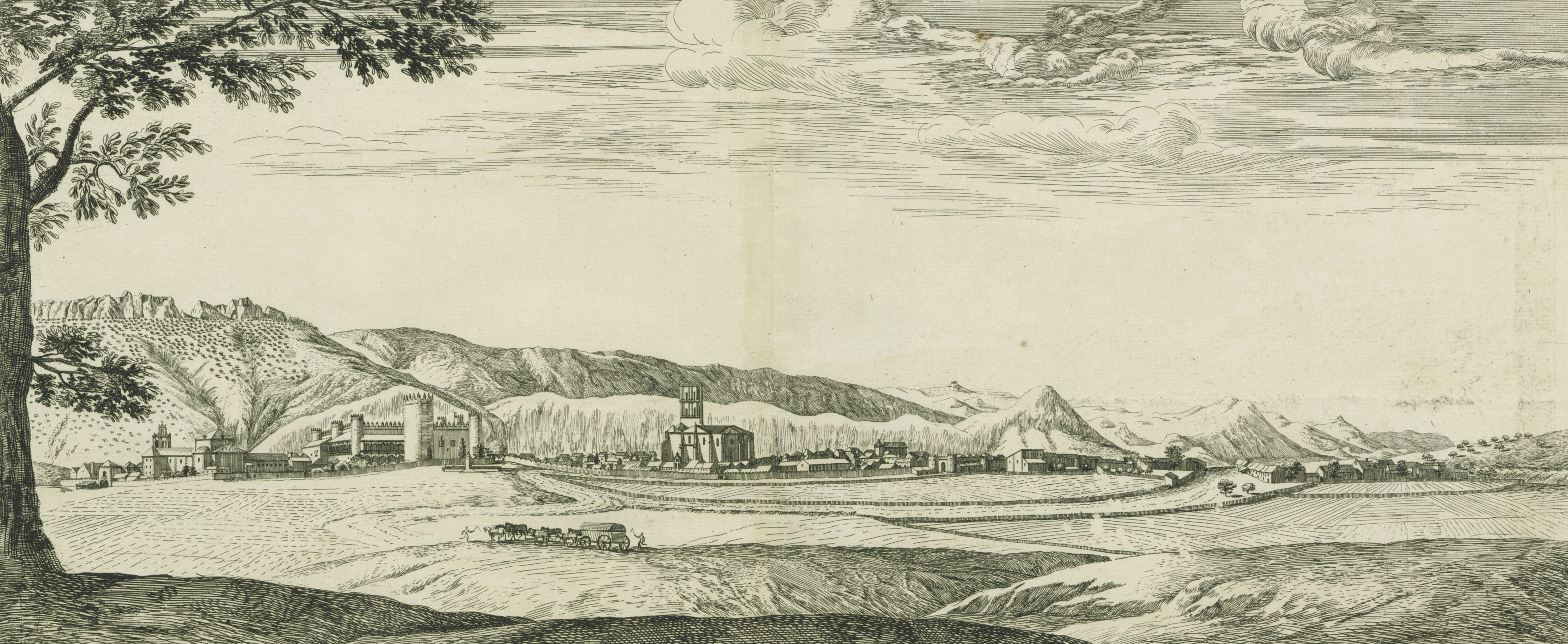
Vista de Zafra en el

En los siglos XVI y XVII la ciudad se fue modernizando, ejemplo de lo cual es la conversión del Alcázar en un palacio más acorde con l

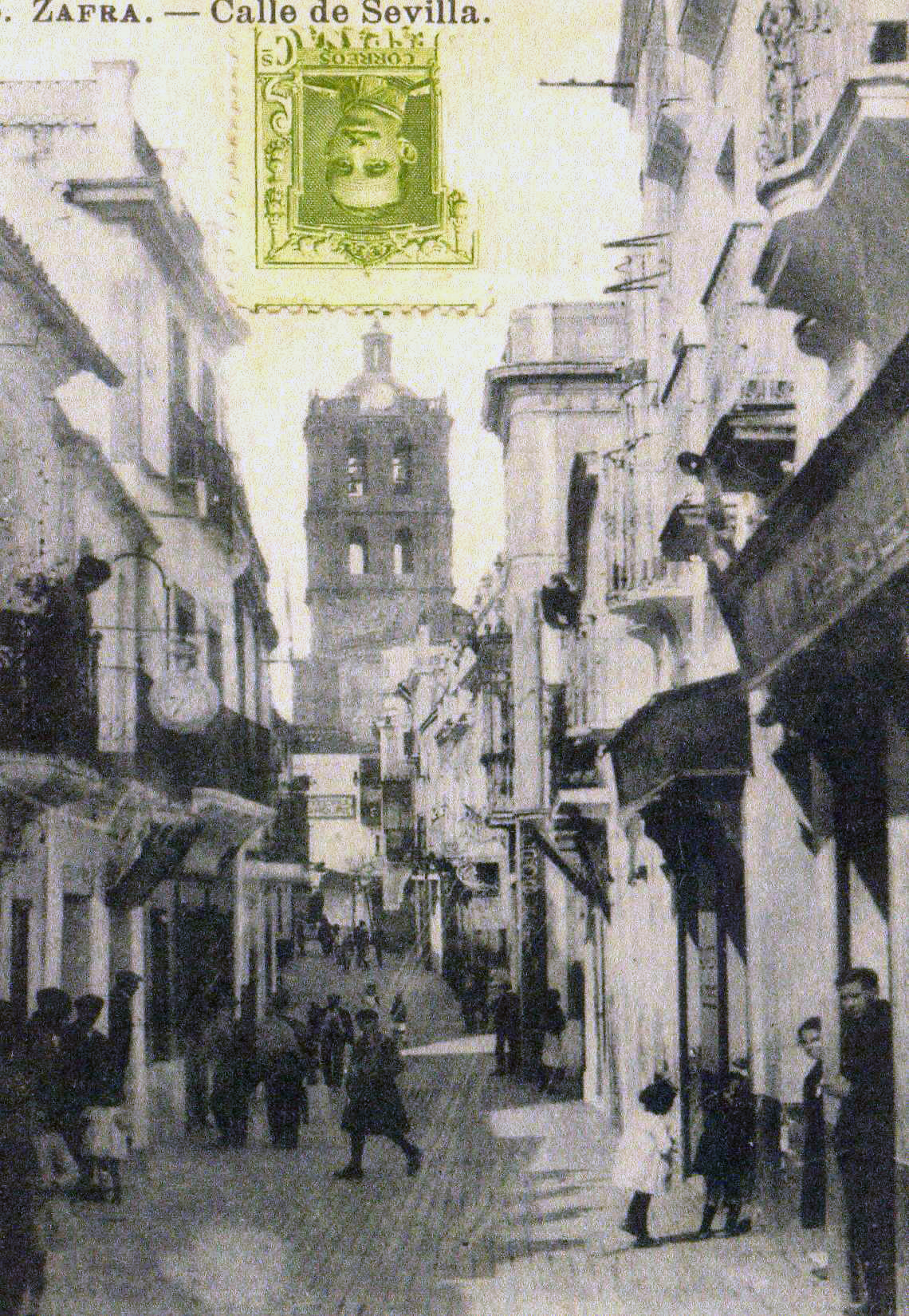
La calle Sevilla en una fot,o de principios del

En el siglo XVII, el Ducado de Feria fue anexionado por el Marquesado de Priego y en el siglo XVIII quedó integrado en el Ducado de Medinaceli.
Zafra siempre ha sido una ciudad industrial y comercial que servía como proveedora a todo su contorno, el cual se dedicaba mayoritariamente a la agricultura y la ganadería. Base del comercio son la ferias y mercados que se celebran por San Juan desde 1395 y por San Miguel desde 1453. Estas ferias propiciaron una burguesía comercial tanto local como importada (caso de los cameranos, un grupo de ganaderos de la sierra de Cameros de La Rioja que se asentó en la ciudad desde el siglo XVI y que controló durante más de dos siglos su comercio y los cargos concejiles).

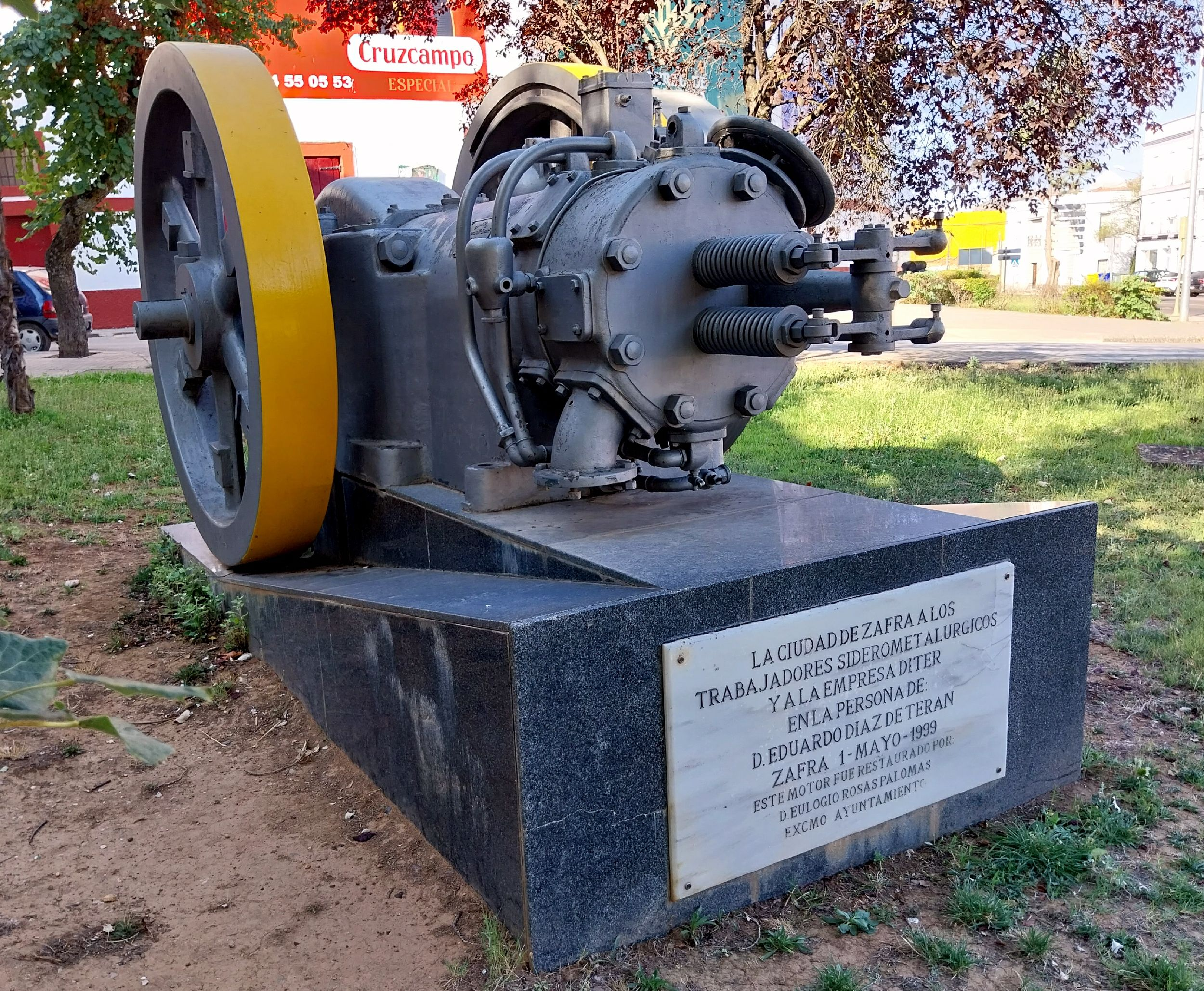
Monumento a los trabajadores siderometalúrgicos y a la empresa fabricante de motores Diter en la persona de D. Eduardo Díaz de Terán, promotor de la industria en Zafra.

A la caída del Antiguo Régimen la localidad se constituye en municipio constitucional. Desde 1834 es sede y cabecera del partido judicial de Zafra. En el censo de 1842 contaba con 1075 hogares y 5280 vecinos. A mediados del siglo XIX disminuye el término del municipio porque independiza a La Lapa. En 1882 el rey Alfonso XII le concedió el título de ciudad con el lema de "Muy noble y muy ilustre Ciudad de Zafra". A finales del siglo XIX se produjo la llegada del ferrocarril al municipio, con la inauguración en 1885 de la línea Mérida-Los Rosales. Cuatro años después entraría en servicio otro trazado, la línea Zafra-Huelva, de gran importancia por permitir la conexión con el puerto de Huelva. Todo ello hizo de Zafra un nudo ferroviario de cierta importancia, en el que confluían varios ejes de comunicación. 
En consideración a su patrimonio, en 1965 la población fue declarada conjunto histórico artístico de interés nacional, tratamiento que ya ostentaba el Alcázar desde 1931.

## Demografía
Zafra cuenta con una población de 16 711 habitantes (INE 2024).
| Gráfica de evolución demográfica de Zafra entre 1842 y 2021 |
| |
| Población de derecho según los censos de población del INE. Población de hecho según los censos de población del INE.Entre el censo de 1857 y el anterior, disminuye el término del municipio porque independiza a La Lapa. |

Su estratégica situación en el centro de un importante nudo de comunicaciones que unen varias capitales provinciales y regionales: Badajoz, Cáceres, Sevilla, Huelva y Córdoba, determina que no pierda tanta población como el resto de Extremadura.

## Administración y política
| Partido político                                    | 2023  | 2023  | 2023       | 2019  | 2019  | 2019       | 2015  | 2015  | 2015       | 2011                     | 2011                     | 2011                     | 2007  | 2007  | 2007       |
| Partido político                                    | Votos | %     | Concejales | Votos | %     | Concejales | Votos | %     | Concejales | Votos                    | %                        | Concejales               | Votos | %     | Concejales |
| Partido Popular (PP)                                | 3195  | 35,13 | 7          | 1982  | 21,72 | 4          | 3148  | 34,76 | 6          | 5059                     | 54,07                    | 10                       | 4045  | 43,39 | 8          |
| Partido Socialista Obrero Español (PSOE)            | 3105  | 34,14 | 6          | 4989  | 54,67 | 10         | 4461  | 49,26 | 9          | 3387                     | 36,20                    | 6                        | 3880  | 41,62 | 8          |
| Acción por Zafra y el Progreso Independiente (AZPI) | 1527  | 16,79 | 3          | —     | —     | —          | —     | —     | —          | —                        | —                        | —                        | —     | —     | —          |
| Podemos-Izquierda Unida (IU)-Ganemos                | 753   | 8,28  | 1          | 849   | 9,30  | 1          | 1204  | 13,30 | 2          | 651                      | 6,96                     | 1                        | —     | —     | —          |
| Ciudadanos (CS)                                     | 286   | 3,14  | 0          | 938   | 10,28 | 2          | —     | —     | —          | —                        | —                        | —                        | —     | —     | —          |
| Socialistas Independientes de Extremadura (SIEx)    | —     | —     | —          | —     | —     | —          | —     | —     | —          | Con Izquierda Unida (IU) | Con Izquierda Unida (IU) | Con Izquierda Unida (IU) | 841   | 9,02  | 1          |

## Servicios

### Carreteras
El término municipal está atravesado por las siguientes carreteras: 
- Carretera nacional N-432 (pK 67-74): une Badajoz con Córdoba.
- Carretera autonómica EX-101: permite la comunicación con Los Santos de Maimona  y con Fregenal de la Sierra.
- Carretera local BA-160: se dirige a Puebla de Sancho Pérez.
- Carretera local EX-320: se dirige a La Lapa.

### Ferrocarril
Por ferrocarril, Zafra se encuentra conectada con Mérida, Cáceres, Huelva y Sevilla, a través de:
- Estación de Zafra
- Estación de Zafra Feria

### Educación

#### Colegios públicos
- Germán Cid
- María Inmaculada (concertado)
- Pedro de Valencia
- Manuel Marín

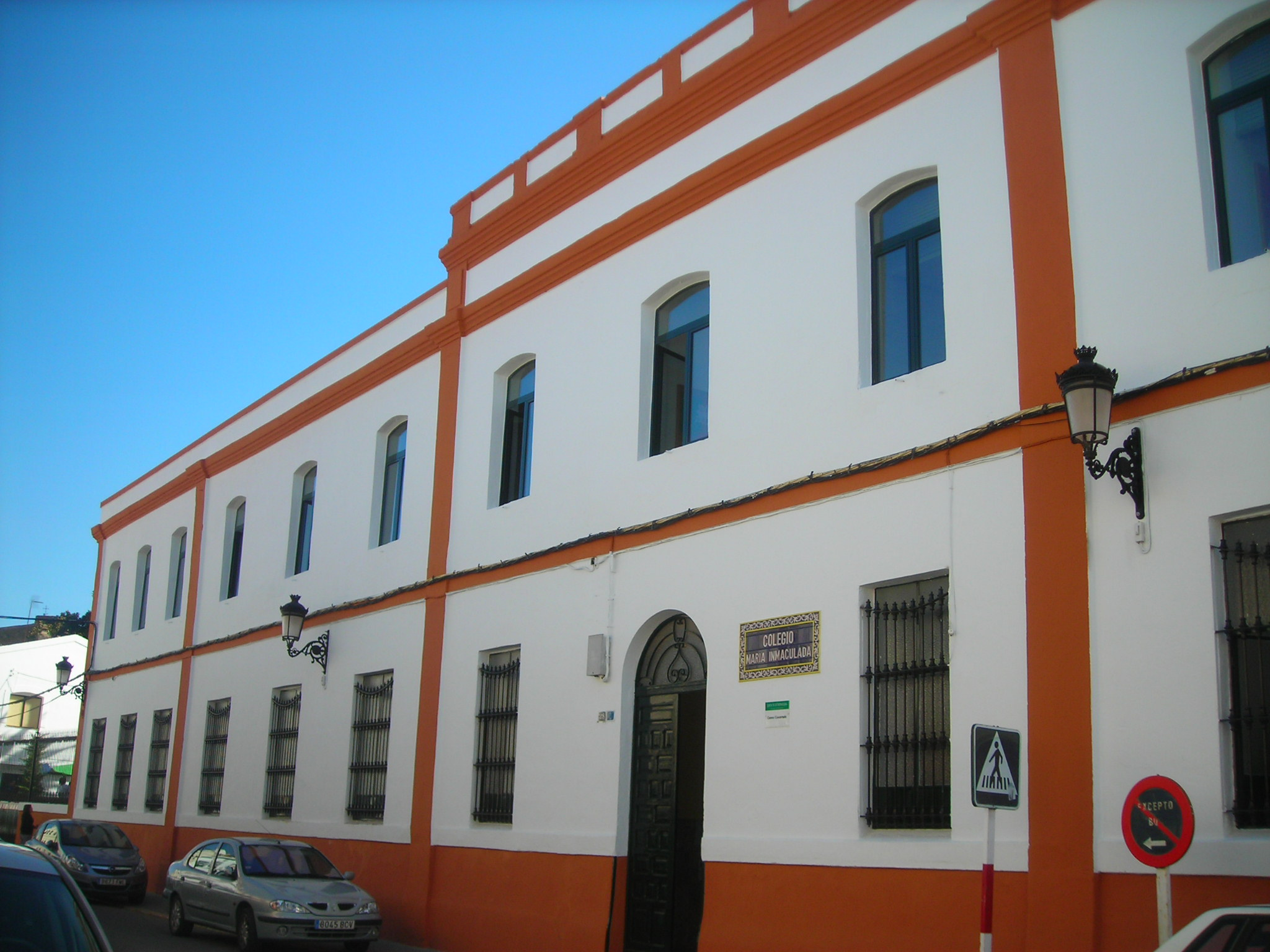
Colegio María Inmaculada

- Antonio Tomillo (educación especial)
- Juan XXIII
- Antonio Machado (educación de adultos)

#### Institutos de educación secundaria
- Suárez de Figueroa
- Cristo del Rosario
- María Inmaculada (concertado)

## Patrimonio

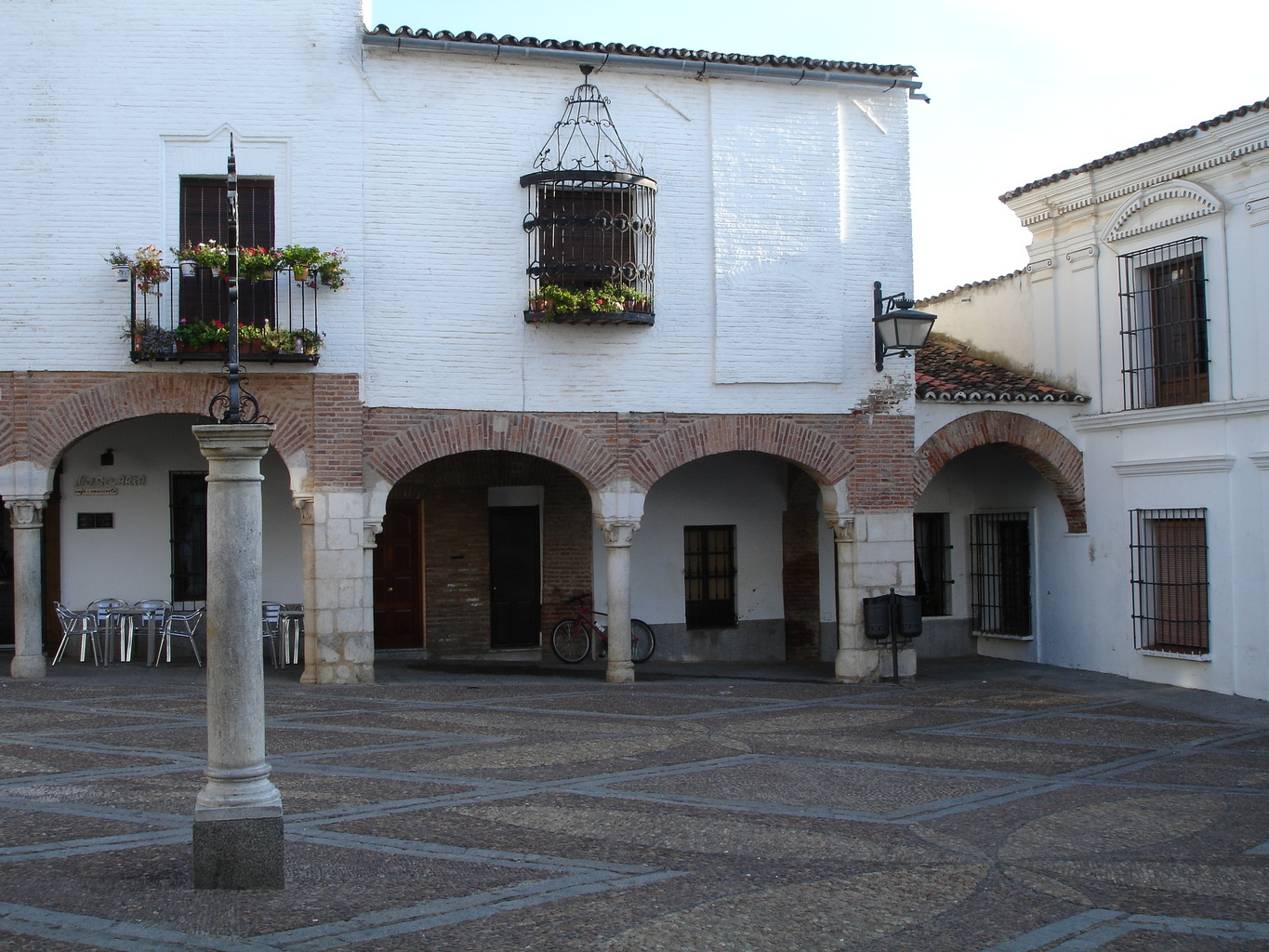
Plaza Chica de Zafra.

- Plaza Chica de Zafra.Plaza Grande y Plaza Chica. Resulta interesante la presencia de una vara de medir en uno de los pilares de la plaza Chica, usada antiguamente por los comerciantes que allí paraban, en el mercado que se organizaba en dicha plaza. Esta plaza es de las primeras construcciones de esta ciudad.

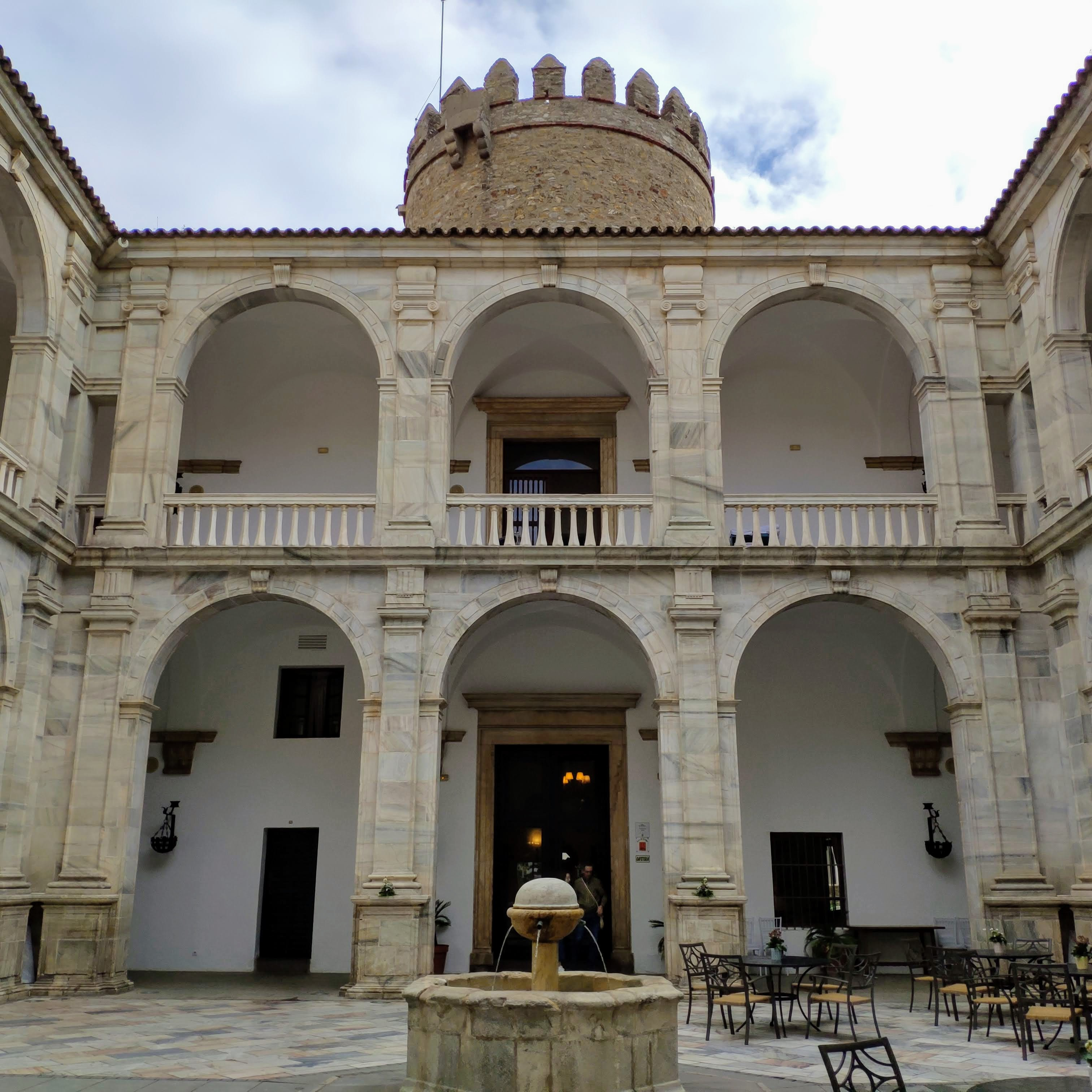
Interior del Parador de Zafra, que ocupa el Palacio de los duques de Feria

- Arquillo del Pan y Retablo de la Esperancita.
- Callejita del Clavel.

- Ayuntamiento de Zafra.
- Calle Sevilla.

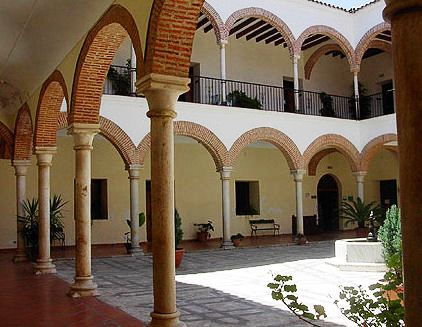
Casa consistorial de Zafra

- Palacio de los Duques de Feria, alcázar-palacio construido en el siglo XV y ampliado en los siglos XVI y XVII, con un magnífico patio central de mármol cuyo diseño se atribuyó a Herrera, autoría ahora descartada. En la actualidad en este edificio alberga al Parador de Turismo "Duques de Feria".
- Iglesia de Santa Marina (iglesia, convertida en centro sociocultural y sala de exposiciones) y listada en los bienes de interés cultural de la provincia de Badajoz.
- Sierra de "El Castellar".
- Ermita de Belén.
- Arco de Jerez y Arco del Cubo.
- Iglesia de la Candelaria,[11] colosal iglesia gótica con un impresionante retablo mayor, un gran órgano y cuadros de Zurbarán.
- Iglesia del Rosario.
- Convento de Santa María del Valle o de Santa Clara,
- Parque de la Paz.
- Capilla de San José, antigua sinagoga de la villa, del siglo XV.
- Plaza del Alcázar o plaza de los Escudos.
- Plaza de España.
- Pilares de Zafra. Tres son los más interesante: el pilar del Duque, el pilar de San Benito y el pilar de la República. Fuera de la localidad se encuentran el pilar de La Navas, muy cerca de la ermita de Belén, el Centenillo que está muy cercano al embalse de La Albuera, también hay varios en la falda de la sierra del Castellar, uno de ellos se llama La Aguzadera.
- Iglesia de San Miguel[11]
- Capilla del Cristo del Pozo

## Cultura

### Entidades culturales

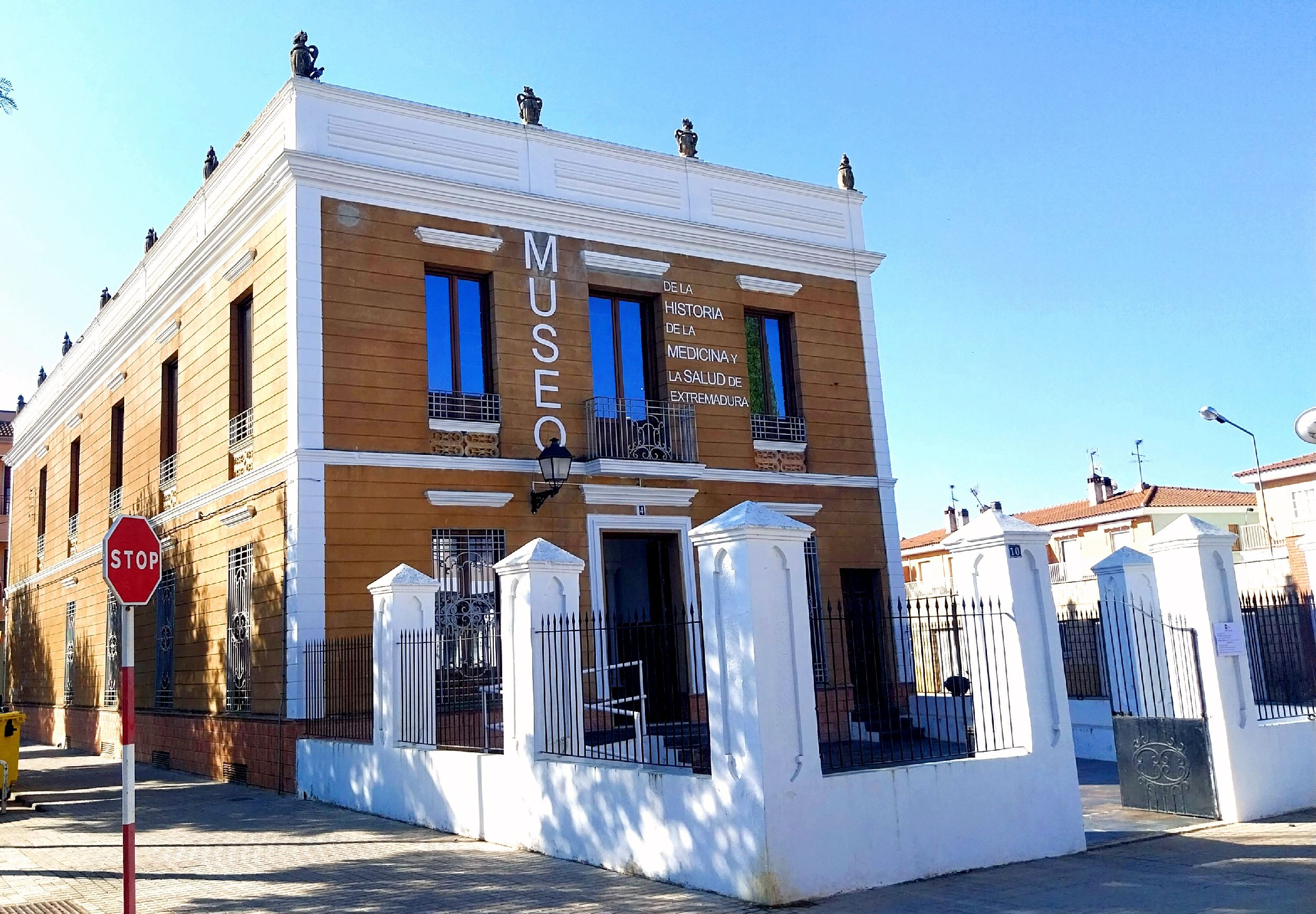
Museo de Historia de la Medicina y la Salud de Extremadura

- Juventudes Musicales de Zafra José Cabezón[12]
- Museo del Convento de Santa Clara[13][14]
- Museo de Historia de la Medicina y la Salud de Extremadura

### Festividades
- Semana Santa. Declarada de interés turístico regional es una de las más señeras del sur de Extremadura.[15]
- Carnavales. Destaca en estas fiestas carnavalescas la Bacanal de la Grasa (domingo de carnaval), fiesta donde se degustan productos del cerdo ibérico regados con los buenos vinos de la tierra y se convive en las plazas porticadas. También destacan: las migas del lunes de carnaval que se elaboran en la plaza Grande y se dan a los asistentes y el entierro de la sardina (martes de carnaval), donde se reparten sardinas asadas entre los presentes. En los últimos años está resurgiendo el famoso sábado de carnaval, en el que la participación es masiva.
- San Isidro. El fin de semana más cercano al 15 de mayo. Destaca la garbanzada popular donde se reparten raciones de cocido extremeño a todos los participantes.
- Romería de la Virgen de Belén. Se celebra el domingo siguiente al Domingo de Resurrección (Domingo de Quasimodo) con actos en honor a la Virgen de Belén y procesión de la misma por los alrededores de la ermita. El día antes por la tarde salen los zafreses en romería desde la ciudad hasta la ermita de Belén, situada en las afueras de la misma. Junto a la feria de San Miguel es la fiesta más popular de Zafra.
- Chaquetía. Fiesta Tradicional que se celebra sobre el día 1 de noviembre, donde toda la gente se va al campo a comerse los casamientos (higo con nueces).
- Santa Brígida. Festividad de Santa Brigida, Patrona de Zafra. El 1 de febrero se celebra un tradicional desayuno saludable y por la tarde la Santa Misa.
- Festividad de la Esperancita. Primer fin de semana de Mayo.

### Eventos culturales

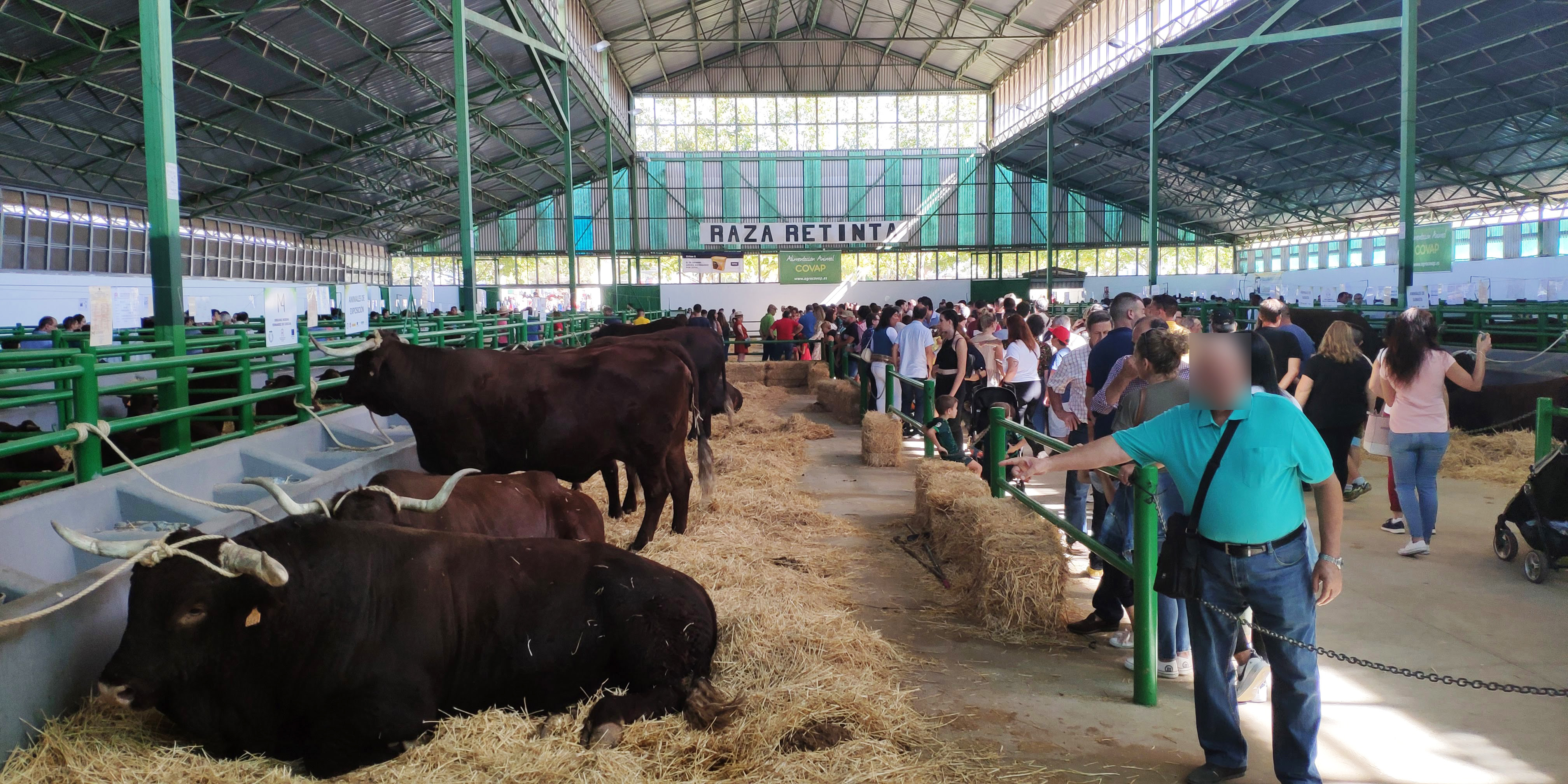
Reses de raza retinta en la Feria Internacional Ganadera de Zafra del año 2019

- Feria Internacional Ganadera de Zafra. Una de las ferias de ganado más importantes de Europa.
- De la luna al fuego. La penúltima semana de junio, coincidiendo con la fiesta de San Juan.
- Fuelligah de Sacaliño (frase castúa que significa "Huellas de Arte"). En la primera semana de agosto, en la plaza Grande, se celebra en la ciudad un Festival de seis días de duración organizado por el Grupo de Coros y Danzas el Castellar, el Ayuntamiento de Zafra y la Federación Extremeña de Folclore, con el fin de conservar las tradiciones de Extremadura, donde se puede disfrutar de actuaciones en directo de folclore regional, nacional, internacional y teatro.

### Deporte

#### Instalaciones deportivas
- Nuevo estadio de Zafra
- Polideportivo municipal Zafra
- Ciudad deportiva

#### Entidades deportivas
- Zafra Atlético
- Asociación de Senderismo "El Abuelino"[16]
- C.B. Sajra
- Club Atletismo Zafra
- Agrupación Ciclista de Zafra

#### Eventos deportivos
- El ajedrez goza de larga tradición en Zafra, en buena parte animada por la fama de Ruy López de Segura, ajedrecista zafrense del siglo XVI. En el mes de septiembre se celebra el torneo de ajedrez Ciudad de Zafra. Atrae fundamentalmente a ajedrecistas de España y Portugal.[17]
- Trail de Zafra. Competición deportiva que comenzó a celebrarse en enero de 2016 y se continúa celebrando en dichas fechas sin interrupciones. En ella se recorre la sierra del Castellar y los alrededores del embalse local "Albuera del Castellar" por diferentes sendas pecuarias del entorno natural.
- Cross San Miguel. Prueba deportiva que se incluye en los eventos enmarcados en el contexto de actos previos a la FIG Zafra. En esta prueba se recorren diferentes zonas del centro histórico de la localidad bajo el formato de la carrera a pie habiendo numerosas distancias y categorías segmentadas por la edad.